# Tushratta
Tushratta o Dasharatha, "el que té deu carros de combat"(?), va ser rei de Mitanni després del 1399 aC, potser cap al 1390 aC. Era el fill petit de Shuttarna II, son germà gran Artashshumara va morir assassinat i ell va pujar al tron col·locat per un cortesà o general conspirador de nom Udhi, que volia governar en el seu nom, però (no se sap perquè) no ho va aconseguir.
Amb el nou rei molt jove, potser menor, Assíria va negar el tribut a Mitanni però una expedició d'aquell regne contra els assiris cap al 1370 aC va imposar altra vegada la sobirania hurrita i el pagament del tribut.
El regne es va fraccionar potser el 1360 aC quan va esclatar una revolta a la part oriental del país dirigida per Artatama II, fill de l'assassinat Artashumara, que va aconseguir el poder a Taite i la part oriental del territori, mentre a l'oest Tushratta va poder mantenir el control, una vegada eliminat el regent Udhi i els seus col·laboradors. Aquest Artatama II va signar un tractat amb el rei hitita Subiluliuma I. Alguns el suposen net d'Artatama I i, per tant, germà de Tushratta, però no hi ha prou evidència.
En temps de Tudhalias II els hitites es van apoderar d'Alep, que els hurrites van recuperar, però els hitites van tornar a la zona i es van apoderar llavors d'Alep i de Nuhase. Un nou atac hurrita va recuperar Alep però no van aconseguir imposar-se a Nuhase fins passat algun temps. Els hitites van ser vençuts a Isuwa, però van conquerir Kizzuwatna i fins i tot la capital, Washukanni (inclosa a Kizzuwatna) que era sota domini hitita en els regnats de Tudhalias II i Arnuwandas I.
Quan Tushratta va assolir personalment el govern, li va interessar reprendre les bones relacions amb Egipte que el regent havia ignorat, però mai va poder solucionar la reclamació del seu nebot que va conservar la meitat del regne. En el tractat amb Egipte aquest país va renunciar a qualsevol dret sobre Alep i Karkemish i es ratificava la frontera a Qatna (a l'Orontes) amb Ugarit dins de l'esfera egípcia. Cap a l'any 1360 aC Mitanni va enviar a Egipte una estàtua de la deessa Shaushka (Ishtar) de Nínive que suposadament curava malalties.
L'any 1350 aC aproximadament, Tushratta de Mitanni va afavorir una revolta de prínceps vassalls dels hitites a la zona fronterera entre ambdós estats. Ishuwa, un regne hurrita vassall de Mitanni i lleial a Tushratta, portava la direcció nominal de la revolta, que va afectar:
- La ciutat de Kurtalisa (Kurtališša)
- La ciutat d'Arawanna
- La terra de Zazzisa (Zaziša)
- la terra de Kalasma (Kalašma)
- La terra de Timana
- La regió de la muntanya Haliwa
- La regió de la muntanya Karna
- La ciutat de Turmitta
- la terra d'Alha
- la terra d'Hurma
- La regió de la muntanya Harana (Anatòlia)
- la meitat de la terra de Tegarama
- la ciutat de Tepurziya
- la ciutat d'Hazka
- La ciutat d'Armatana

Subiluliuma I, que probablement llavors encara només era príncep hereu va anar a la zona i va derrotar els rebels no tots a la vegada sinó un darrere l'altra. Els que van poder escapar es van refugiar a Ishuwa. Els hitites van voler prendre revenja i aprofitar la debilitat de Mitanni, fraccionada per la lluita entre els dos aspirants al tron. Subiluliuma va envair els territoris de Tushratta a "l'oest de l'Eufrates" (probablement la part occidental d'Isuwa) però Tushratta hi va anar amb un exèrcit i va derrotar els hitites que van haver de sortir del país i els exiliats rebels van restar en seguretat sota protecció de Mitanni a Isuwa. O almenys això va ser el que va presentar Tushratta al faraó, com una prova de la seva força i ho va utilitzar a les negociacions per enviar a una filla (Tadu-Hepa) a la cort del faraó com a reina, acord que es va formalitzar en una carta que es conserva, on comunica al faraó l'enviament de la seva filla i li demana una estàtua d'or feta a semblança de la noia, carta que per la seva extensió és molt important per l'estudi de l'hurrita ja que és un dels pocs documents llargs escrits en aquesta llengua.
Subiluliuma I va fer la seva primera campanya oriental potser el 1340 aC. Després de signar un tractat amb Artatama II que governava la part oriental de Mitanni on també fixava el tribut, va deixar tancat a Tushratta a la part occidental del regne, envoltat per enemics a ambdós costats. Assegurada la tranquil·litat per aquella banda, el rei hitita va començar per atacar Ishuwa, regne vassall de Tushratta, i que havia acollit a tots els expulsats pels exèrcits hitites. La campanya d'Isuwa va fracassar i el rei només va poder saquejar els seus territoris a l'oest de l'Eufrates. No podent fer més progressos va avançar cap al sud i va atacar territori de Mitanni a Síria. Mitanni per la seva banda va respondre als hitites saquejant les terres a l'oest de l'Eufrates que ja havien caigut en mans hitites.
Quan Tushratta va començar a recuperar els territoris sobre els que s'havien imposat els hitites, Abdi-Asirta d'Amurru, que segurament s'havia apoderat d'alguns territoris abans hurrites, va intentar ser lleial als dos grans reis (el faraó i el rei de Mitanni) a cadascun pels territoris corresponents. Aquesta maniobra la va denunciar als egipcis Rib-Hadda rei de Biblos. Abdi-Asirta va visitar Mitanni i això va fer reaccionar als egipcis que van enviar tropes a la zona. Abdi-Asirta va demanar ajut al rei de Mitanni que no li va contestar. Finalment la seva pròpia gent va matar a Abdi-Asirta. Els seus fills van reunir als lleials i encara van conservar part de les posicions paternes.
Subiluliuma I va tornar llavors a Síria. Va creuar a la part oriental de l'Eufrates i es va apoderar d'Ishuwa, de la que ja dominava la part a l'oest de l'Eufrates, i la va annexionar a l'Imperi hitita. Tot seguit va ocupar Altxe o Alse, just al sud, i el districte de Kutmar, i va instal·lar com a príncep vassall a Antaratli d'Altxe, al que va cedir Kutmar. Tenia obert el camí al districte de Suta que portava a la capital de Mitanni, Washukanni. Subiluliuma va enviar un missatge a Tushratta que va decidir esperar al rei hitita a la ciutat i no arriscar-se en un enfrontament a camp obert. Quan Subiluliuma es va acostar Tushratta va fugir sense lluitar aparentment retirant-se a Síria; però el rei hitita no va poder conquerir la capital (tot i que s'ho va atribuir) i es va haver de limitar a saquejar el districte de Suta.
Tushratta mentre era a Síria va conduir campanyes contra vassalls deslleials o revoltats. Subiluliuma, després de devastar Suta, va tornar a creuar l'Eufrates, en persecució de Tushratta, cap a Síria. En aquest lloc es va adonar de l'extraordinària fragmentació política del país: cada ciutat important, cada vall, o comarca, tenia el seu cap, un xeic o un rei.
El primer gran territori que va conquerir va ser Nuhase (o Nuhassi) que tenia almenys dos reis, que són coneguts (Sarrupsi i Addu-Nirari). El primer era segurament vassall hurrita i l'altra egipci. Sarrupsi, probablement revoltat contra Mitanni (potser inicialment pensant en Egipte com a alternativa o potser a favor d'Artatama II), es va sentir amenaçat per l'arribada de Tushratta i devia considerar prudent declarar-se vassall de Subiluliuma, que era tan a la vora. Subiluliuma es va apoderar de Nuhase (o almenys de part del territori) i va expulsar a Tushratta de les seves possessions. Però una vegada salvat, Sarrupsi es va separar de l'aliança hitita, no se sap perquè. Subiluliuma el va deposar i la part del regne que li corresponia la va donar a un rei vassall anomenat Takip-Sarri, fins llavors rei d'Ukulzat, una de les ciutats de Nuhase, probablement sota la dependència del regne de Khalab (Alep), d'on era rei Telepinus, fill de Subiluliuma.
Subiluliuma va ocupar Khalab, que havia escapat al seu control segurament durant l'atac de Tushratta, i va col·locar en el tron de la ciutat al seu fill Telepinus, gran sacerdot de Kizzuwatna. Després van seguir altres victòries fins a arribar a Qatna on el rei Akizzi es va sotmetre.
A Amurru, un dels fills d'Abdi-Asirta anomenat Aziru, va escriure a Subiluliuma i es va declarar el seu vassall. Aziru va ser proclamat rei d'Amurru pel rei hitita. Si els altres germans ho van acceptar de bon grau o no, no es coneix, però per aquell temps Aziru ja s'havia convertit en la principal figura entre els germans. Així els hitites van passar a dominar Sumur, Ullassa (Ullaza), Irqata, Ardata, Tunip, i el mont Líban. Algunes guarnicions hitites es van establir a Amurru.
Tushratta va ser assassinat per un fill que volia el tron i alguns oficials i dignataris que li havien perdut la confiança. Subiluliuma va reconèixer lògicament com únic rei a Artatama II (al que s'havia entregat la regió de Washukanni), que fins llavors només era reconegut com a rei dels hurrites, però no de Mitanni; però Artatama devia ser bastant gran, i havia deixat de fet el govern al seu fill Shuttarna III, que actuava com a corregent. Shuttarna va retornar les portes de plata i or del palau d'Assur que Mitanni tenia com a trofeu, i va retornar a Altxe els regals emmagatzemats d'or i plata; va acceptar pagar tribut a Assíria; va exterminar a la casa de Tushratta i els va confiscar les propietats; va destruir el palau i va exterminar a les cases principals de nobles; alguns nobles van ser extradits a Assíria i a Altxe i altres empalats a la ciutat de Taite (probablement la seva capital habitual)i on Shuttarna va establir la seva capital. El fill de Tushratta, Kili-Teshub va intentar recuperar el poder a Washukanni però no ho va aconseguir. Un contingent amb dos-cents carros de combat dirigits per un home anomenat Aki-Teshub, probablement de la família de Tushratta, que devien ser les restes de l'exèrcit, va fugir a Babilònia. Artatama II i el seu fill Shuttarna III es van imposar a Mitanni.